# Specjalna Strefa Ekonomiczna Rajin-Sonbong
Specjalna Strefa Ekonomiczna Rajin-Sonbong (kor. 나진선봉 경제특구)  – obejmująca obszar 746 km² specjalna strefa ekonomiczna w Korei Północnej, przy granicy z Chinami i Rosją. Została utworzona w 1991 roku, celem przyciągnięcia do kraju stabilnej waluty zagranicznej. Jej stolicą jest miasto Rasŏn, które po utworzeniu SSE wydzielono w 1993 roku z prowincji Hamgyŏng Północny. Nadano mu status miasta administrowanego bezpośrednio przez rząd.
SSE Rajin-Sonbong jest odgrodzona od reszty kraju płotem o długości kilkudziesięciu kilometrów, z drutem kolczastym znajdującym się pod napięciem. Budowę tej zapory, wzniesionej w 1995 roku, sfinansował południowokoreański biznesmen Roh Jeong-ho, w zamian za kontrakt na zagospodarowanie w przeciągu dwóch lat terenu o powierzchni 33 000 m². Władze północnokoreańskie nieustannie, za pomocą coraz to nowych przepisów, utrudniały Rohowi rozpoczęcie własnej działalności w Rajin-Sonbong i po zakończeniu budowy ogrodzenia w 1997 roku zerwały umowę pod pretekstem niedotrzymania uzgodnionego terminu.
Choć według oficjalnych danych północnokoreańskich od 1996 roku, strefa przyciągnęła rzekomo inwestycje o wartości ponad 300 mln USD i stanowi dogodne miejsce lokaty kapitału, w rzeczywistości zagraniczni biznesmeni – głównie Chińczycy – na szerszą skalę inwestują tam dopiero od 2010 roku i muszą borykać się z wieloma trudnościami, m.in. celnymi oraz nieustannymi kontrolami tamtejszych służb specjalnych. Choć północnokoreańskie władze zachwalają bliskość dużych szlaków transportowych, de facto strefa jest pozbawiona dobrej komunikacji ze światem zewnętrznym. Inwestycje w tym kierunku nastąpiły dopiero w ostatnich latach: w 2010 roku wyremontowano graniczny most z Chinami na rzece Tuman, a w maju 2011 roku podjęto decyzję o budowie nowoczesnych dróg mających połączyć ją z chińskim Hunchun.
W 2010 roku w strefie powstała pierwsza w Korei Północnej firma typu joint-venture z udziałem kapitału południowokoreańskiego (wcześniej przedsiębiorstwa z Korei Południowej poza Obszarem Przemysłowym Kaesŏng nie mogły inwestować w KRLD). W maju 2011 roku władze północnokoreańskie zezwoliły na stałe wjazdy chińskich turystów do strefy. W sierpniu 2011 roku w strefie odbyły się czterodniowe targi międzynarodowe.